# Hermann Appel

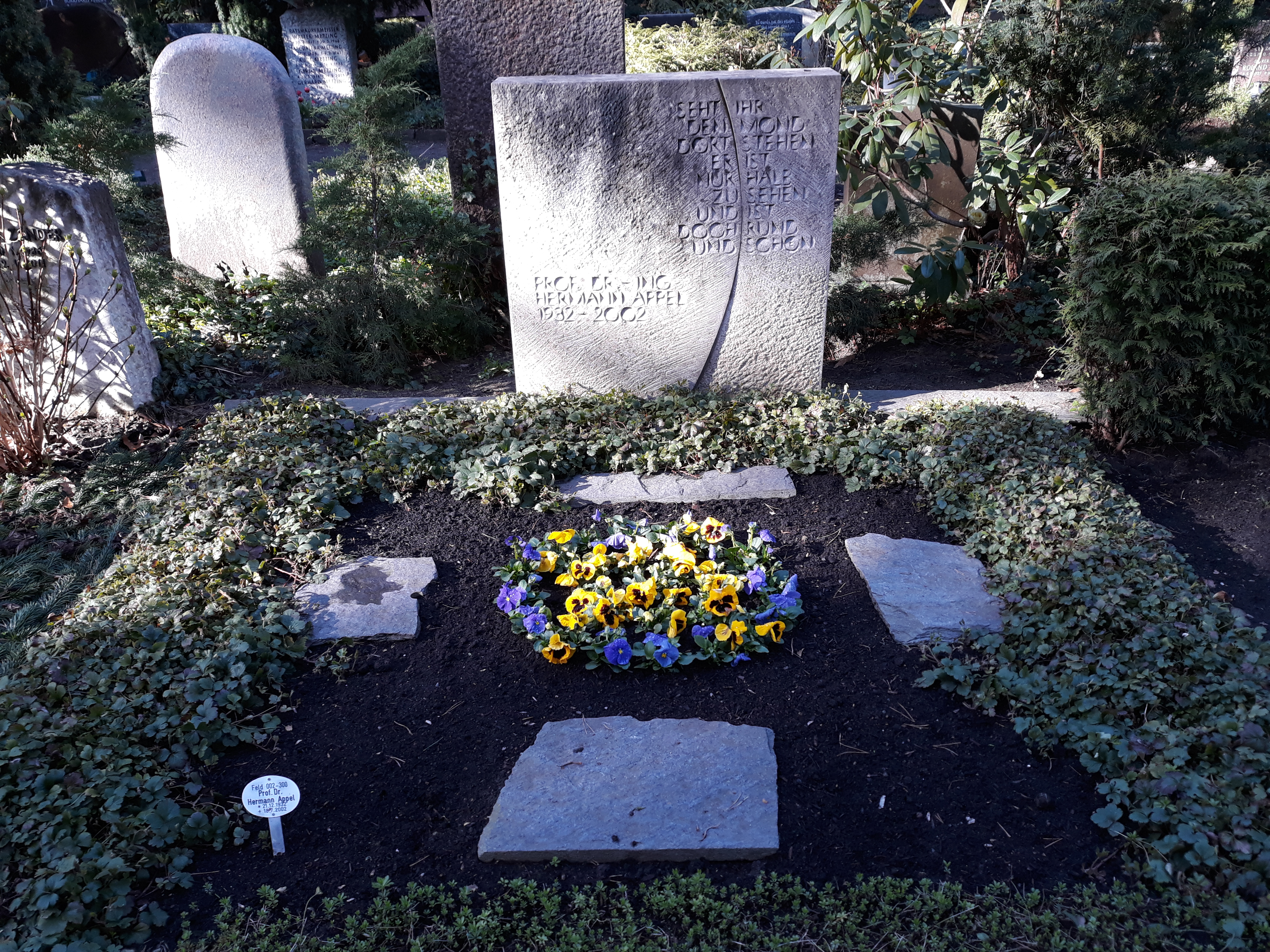
Das Grab von Hermann Appel auf dem Waldfriedhof Dahlem in Berlin.

Hermann Appel (* 21. Dezember 1932 in Lüneburg; † 18. Juli 2002) war ein deutscher Kraftfahrzeugingenieur. Von 1972 bis zu seiner Emeritierung im September 1998 leitete er das Fachgebiet Kraftfahrzeuge an der TU Berlin. Für sein wissenschaftliches Wirken auf dem Gebiet des Verkehrswesens bekam er 1998 das Bundesverdienstkreuz am Bande des Verdienstordens verliehen.

## Leben
Appel besuchte das Gymnasium Johanneum in Lüneburg, an dem er 1952 das Abitur ablegte. Danach absolvierte er in Lüneburg eine Lehre als Maschinenschlosser und studierte anschließend an der TH Braunschweig Maschinenbau. 1965 promovierte er mit einem Thema der Baustatik und wurde 1972 als Professor an die Technische Universität Berlin berufen. 1983 initiierte er die Gründung der Ingenieurgesellschaft Auto und Verkehr (IAV) mit Unterstützung dreier Unternehmen als Gesellschafter, darunter die Volkswagen AG. Ziel war es, der Forschung und Entwicklung in der Automobilindustrie neue Impulse zu geben. Von 1983 bis 1998 war Hermann Appel Mitglied der Geschäftsführung.
Hermann Appel starb 2002 im Alter von 69 Jahren in Berlin und wurde auf dem Waldfriedhof Dahlem beigesetzt.
Mit dem Hermann-Appel-Preis ehrt IAV ihren Gründer und ehemaligen Geschäftsführer Hermann Appel und führt die von ihm begonnene Verknüpfung von Wirtschaft und Wissenschaft fort.

## Schriften
- mit Klaus-Peter Hilber: Produkt- und Produktionstechnologien zukünftiger Fahrzeuge. Technische Universität Berlin, 1984.
- mit Klaus-Peter Hilber: Wechselwirkung zwischen Gestaltung und Nutzung von Automobilen. Technische Universität Berlin, 1985.
- mit Gerald Krabbel und Dirk Vetter: Unfallforschung, Unfallmechanik und Unfallrekonstruktion. Vieweg, Wiesbaden 2002, ISBN 3-528-04123-4.